# 斯洛伐克廣播電台
斯洛伐克廣播電台是斯洛伐克歷史上的一個國家廣播電台。它的總部位於布拉迪斯拉发的一座倒金字塔形建筑内。斯洛伐克廣播電台成立於1926年，並於2011年關閉。 